# Nadkole
Nadkole (prononciation : [natˈkɔlɛ]) est un village de polonais, situé dans la gmina de Łochów de la Powiat de Węgrów et dans la voïvodie de Mazovie dans le centre-est de la Pologne.
Il se situe à environ 11 kilomètres au nord-ouest de Łochów, 36 kilomètres au nord-ouest de Węgrów et à 57 kilomètres au nord-est de Varsovie.
Le village a une population de 90 habitants en 2006.